# Túnez en los Juegos Paralímpicos de Barcelona 1992
Túnez estuvo representado en los Juegos Paralímpicos de Barcelona 1992 por un deportista masculino. El equipo paralímpico tunecino no obtuvo ninguna medalla en estos Juegos.